# Kanaal Luik-Maastricht
Het Kanaal Luik-Maastricht (Frans: Canal Liège-Maastricht of Canal de Maestricht; Maastrichts: de kenaar), aanvankelijk Lateraal Kanaal, werd tussen 1845 en 1850 aangelegd op de linkeroever van de Maas (vanaf 1847 ook op Nederlands gebied). Het omzeilde de wisselende waterstanden van de rivier vanaf Luik tot het Bassin in Maastricht. Het werd met de hand gegraven, met spade en kruiwagen, en niet alleen door mannen. Het waren botteressen uit het Luikse, die het sjouwwerk op zich namen. Het nieuwe kanaal zou in oktober 1850 feestelijk worden geopend, eerst in Luik, daarna in Maastricht. Op 11 oktober overleed echter Louise Marie van Orléans, de eerste koningin van België. Alle feestelijkheden werden afgelast; het Kanaal Luik-Maastricht werd geruisloos in gebruik genomen.
Over het kanaal is niet veel bekend, mogelijk vanwege de bijzondere politieke constructie die het tot stand komen ervan mogelijk maakte. Aanleg, onderhoud en bediening werden namelijk geheel gefinancierd door België, ook op Nederlands gebied. 

## Achtergronden
De behoefte aan dit kanaal werd al gevoeld voordat de Zuid-Willemsvaart (1822-1826) werd aangelegd.  De Maas was een regenrivier, die door het grote hoogteverschil tussen Luik en Maastricht in zomer en najaar vaak te laag stond en in winter en voorjaar weliswaar een hoge(re) waterstand had, maar dan weer te snel stroomde voor de toen nog ongemotoriseerde schepen, zowel stroomopwaarts, als stroomafwaarts. Tussen 1825 en 1830 werden diverse ontwerpen gemaakt voor een lateraal kanaal tussen Luik en Maastricht, met name door Adrianus François Goudriaan, inspecteur-generaal van Waterstaat onder koning Willem I. Als gevolg van de Belgische revolutie (1830-1839), de Blokkade van Maastricht (1830-1833) en het aanslepen van de scheiding tot het eindverdrag met België
(19 april 1839), konden ze niet nader worden uitgewerkt. In de daarop volgende periode moesten de rijksgrenzen tussen beide staten worden vastgesteld. Deze werden vastgelegd in het op 8 augustus 1843 gesloten Verdrag van Maastricht.
Twee jaar later, op 12 juli 1845, sloten het nieuwe Koninkrijk België en het Koninkrijk der Nederlanden een overeenkomst om het lateraal kanaal tot stand te brengen. Een driemanschap moest het definitieve tracé op Nederlands gebied vaststellen. Deze 'Gemengde Commissie van het Laterale Kanaal Luik-Maastricht' bestond uit de hoofdingenieur voor Belgisch-Limburg Kummer, de hoofdingenieur van Waterstaat in Nederlands-Limburg Jan Willem Conrad, en de luitenant-kolonel-ingenieur bij de Genie Aart Kool, die de militaire aspecten beoordeelde. Secretaris was de Maastrichtse advocaat en auditeur-militair Jan Marius Swart.
De aanleg van het kanaal zou financieel gezien een puur Belgische aangelegenheid worden, aangezien de Nederlandse overheid er niet aan wilde meebetalen.

## Beschrijving
Vanaf Luik liep het kanaal op de linkeroever langs de Maas en passeerde daarbij van zuid naar noord de plaatsen Herstal, Hermalle, Haccourt, Vivegnis, Lixhe en Grand- en Petit Lanaye (Ternaaien). Op Nederlands gebied was er bij Sint Pieter onvoldoende ruimte tussen de rivier en de Sint-Pietersberg. Vanaf de grens legde men een dijk in de rivier, de Hoge Kanaaldijk. Om het verlies aan ruimte voor het Maaswater op te vangen, werd op de rechter Maasoever de rivierbedding verbreed.
Het kanaal kreeg een lengte van ruim 25 kilometer en overbrugde een verval van meer dan dertien meter. Waar mogelijk was het tot twintig meter breed, maar het stadstracé binnen de vesting Maastricht was slechts zeven meter breed. Dat was net genoeg om twee trekschuiten elkaar te laten passeren. De diepte was twee meter tien, toen voldoende voor schepen met een meter diepgang en een capaciteit van circa tienduizend kilo.
Over de hele afstand werd het kanaal opgedeeld in vijf kanaalpanden met in totaal zes genummerde sluizen. Vier daarvan lagen op Belgisch, twee op Nederlands gebied. Achtereenvolgens waren dat: 1. Coronmeuse in Luik, 2. Haccourt / Devant-le-Pont, 3. Groot Ternaaien, 4. Klein Ternaaien, 5. Maastricht, bij de Vissersmaas, 6. Maastricht, bij de toegang tot het Bassin. Vanwege het grote verval tussen Coronmeuse en Haccourt (ruim vierenhalve meter) had Haccourt een dubbele sluis. De oevers werden verbonden door 27 (!) beweegbare bruggen, waarvan er acht op het grondgebied lagen van Sint Pieter en Maastricht.  Bij Herstal bevonden zich twee beweegbare voetbruggen (passerelles). Al met al deed een schipper drie tot vier uur over de afstand van 25 kilometer. Positief was, dat conform het verdrag van 1845 op het hele traject noch door de Belgen, noch door de Nederlanders brug-, tol- of schutgelden werden geheven. Wel lag er een Belgisch douanekantoor bij de grens, en een Nederlands kantoor bij de Onze-Lieve-Vrouwebrug in Maastricht.

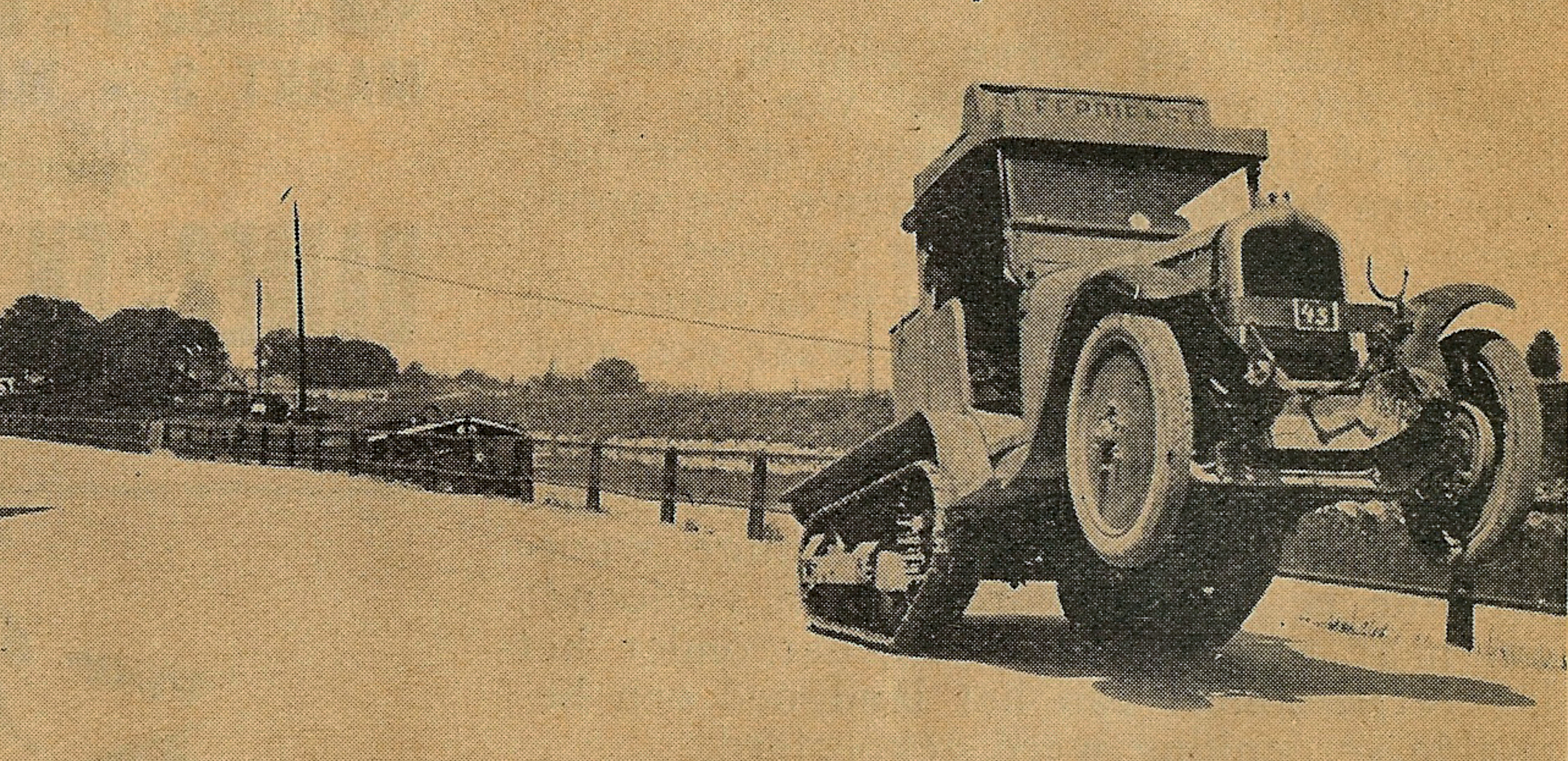
Bij het aantrekken van een schip 'steigerende' Citroën autotractor met rupsbanden ("chenillé") en de Nederlandse tekst 'Sleepdienst'. De sleepkabel zit hoog om niet gehinderd te worden door de kanaalafzetting.

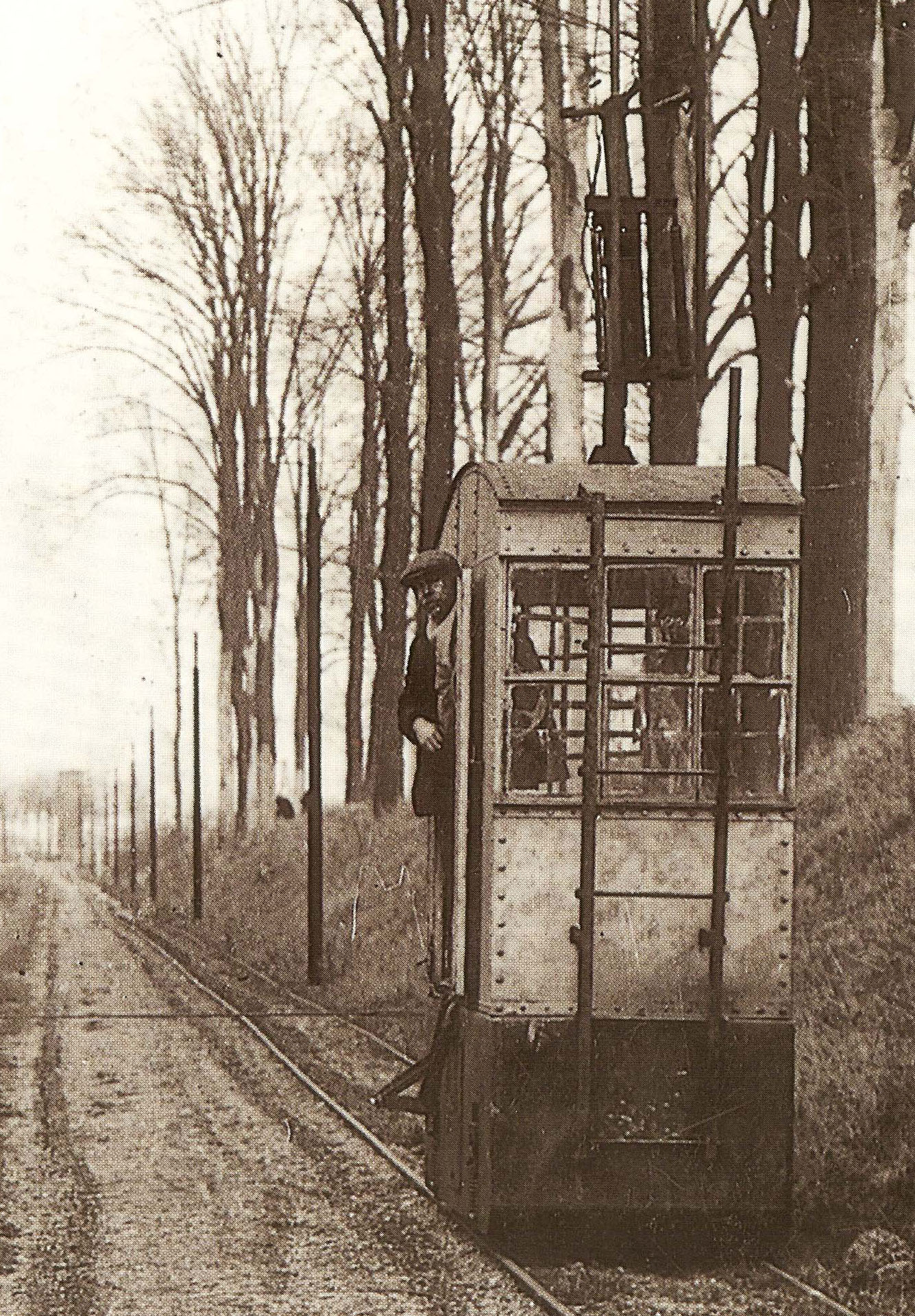
Elektrische locomotief-trekker langs het kanaal bij Haccourt, ca. 1920-'30

In de negentiende eeuw beschikten de kanaalboten nog niet over mechanische voortbeweging. Rond het midden van de eeuw was er vanaf Maastricht al wel een stoombootdienst op Luik, maar de aken voeren nog tot in de jaren 1920 onder zeil. Als dat niet kon, werden ze voortgetrokken door mensen of paarden. Wie daar geen mankracht of geld voor had, was genoodzaakt handmatig te bomen. In de stad werd de boot voortgetrokken door met een van een haak voorziene stok aan te haken bij uitsparingen in de kanaalmuren. Langs het kanaal liepen buiten de stad aan beide zijden met bomen beplantte jaagpaden, die met name binnen de vesting hun nut bewezen, omdat het daar verboden was zeil te voeren. Vanaf de jaren 1920 zijn hiervoor ook omgebouwde Citroëns gebruikt, voorzien van voorwielen en rupsbanden: de zogenaamde "chenillés" (eigenlijk "semi-chenillés" of halfrupsvoertuigen) met de merknaam Citroën-Kégresse, naar de bedenker. In de jaren 1920 werden in België elektrische locomotiefachtige trekkers ingezet.
In Maastricht waren de brug- en sluiswachters aanvankelijk aangesloten op de telegraaf, vanaf 1882 ook op het kleine, besloten telefoonnet dat toen enkele gemeentelijke diensten, zoals brandweer en politie, verbond. Vanaf 1889 was het hele traject Luik-Maastricht via telegraaf en/of telefoon verbonden. In 1898 werden in Maastricht op negen plaatsen kurken reddingsboeien aan een touw aangebracht in glazen kasten, hetzij tegen de brugleuning, hetzij tegen het huis van een sluis- of brugwachter. In geval van nood sloeg men de ruit in.

## Loop van het kanaal op Nederlands grondgebied
Voorbij Petit Lanaye (Klein Ternaaien) passeerde het kanaal de Nederlandse grens en kwam op het grondgebied van Sint Pieter. Vandaar voerde het verder naar Maastricht. Alle werkzaamheden die voor de aanleg van het Kanaal Luik-Maastricht op het grondgebied van (dan) het hertogdom Limburg nodig waren, zouden volgens het verdrag van 1845 worden uitgevoerd door de Limburgse dienst van Waterstaat, onder toezicht van de Nederlandse overheid. De Nederlandse regering declareerde de kosten bij de Belgische Staat. Deze betaalde voor de aanleg, de bouw van bruggen, sluizen, brug- en sluiswachterswoningen in Nederlandse munt. Dat gold na de openstelling van het kanaal in oktober 1850 ook voor de salarissen van de Nederlandse sluis- en brugwachters, die door Rijkswaterstaat of een aannemer werden uitbetaald.

### Sint Pieter
In 1850 was Sint Pieter nog een zelfstandige gemeente (nu een wijk in Maastricht). Het dorp lag op een steenworp afstand van de stad, maar voer vanouds een eigen koers. Zo was er heel wat dranksmokkel tussen beide plaatsen. Op Sint Pieter was drank een stuk goedkoper dan in Maastricht. Er waren ook Maastrichtenaren die er een buitenhuis hadden. Het was een agrarische gemeenschap, die haar producten wekelijks, zo niet dagelijks aanbood op de groente- of zaterdagmarkt. Voor het overeengekomen tracé was zowel in de gemeente Sint Pieter, als in Maastricht onteigening van percelen noodzakelijk. Hoe de dorpelingen de komst van een kanaal ervoeren, is niet bekend. In later jaren telde het dorp langs het kanaal tal van cafés en herbergen. Het was sinds lang een geliefde wandelplaats voor Maastrichtenaren.
De Maas liep in Sint Pieter kort onder de berg. De weinige beschikbare grond ter weerszijden van de Maasweg langs de rivier, werd bebouwd. Op 10 oktober 1846 presenteerde Conrad, 'de hoofdingenieur van de Waterstaat en der Publieke Werken', een plattegrond waarop hij alle aan te kopen gronden in de gemeente Sint Pieter had ingetekend. Vanaf Slavante tot aan de voet van het glacis van het kroonwerk Hessen moesten voor de bouw van het kanaal 74 percelen worden aangekocht, zodat het zo recht en gunstig mogelijk kon worden ingetekend. Van ruim twintig eigenaren zou grond moeten worden onteigend. Daaronder vielen naast particulieren ook de Groote Sociëteit te Maastricht, die het buitengoed Slavante beheerde (twee kavels), de gemeente Sint Pieter (circa elf kavels), de kerk van Sint Pieter (twee kavels met daarop de Sint-Lambertuskapel) en het 'gasthuis van Maastricht' (1 kavel). Het ging niet alleen om landbouwgrond, er sneuvelden ook enkele huizen en opstallen. In het algemeen ging het om kleine percelen, juist omdat de ruimte aan de rivier beperkt was. Naarmate het tracé van het kanaal de vesting naderde, was er meer grond beschikbaar en werden minder personen gedupeerd.
Of de onteigening goed- of kwaadschiks ging, is vooralsnog onbekend. Slechts één geval haalde de krant, namelijk het protest van de erven Jan Jacob Stregnart, onder wie zijn weduwe. De kwestie werd in der minne geschikt. De onteigende bouwlanden werden vergoed tegen ƒ 7.100 de bunder.

### Maastricht
De Nederlandse overheid mocht dan al geen rechtstreekse belangstelling hebben voor het kanaal, die belangstelling was er wel in Maastricht, zelfs al vóór 1830. Het probleem was, dat de stad slechts over een kleine beurs beschikte. Haar inkomsten kwamen grotendeels uit de stedelijke accijnzen, een belasting op de eerste levensbehoeften, zoals levensmiddelen, brandstof etc. Omdat steeds meer inwoners van de bedeling (armenzorg) moesten leven, liepen die inkomsten nog verder terug. Toch nam de gemeenteraad reeds in 1826 een kloek besluit: zij stemde in met een tracé dat deels door de binnenstad zou lopen, mits 'de grachten of havens en vooral de kaayen met eenen onbekrompene ruimte aangelegd [zouden] worden, als mede dat alles in steenen muren en buiten kosten van de stad [zou] worden gemaakt.'

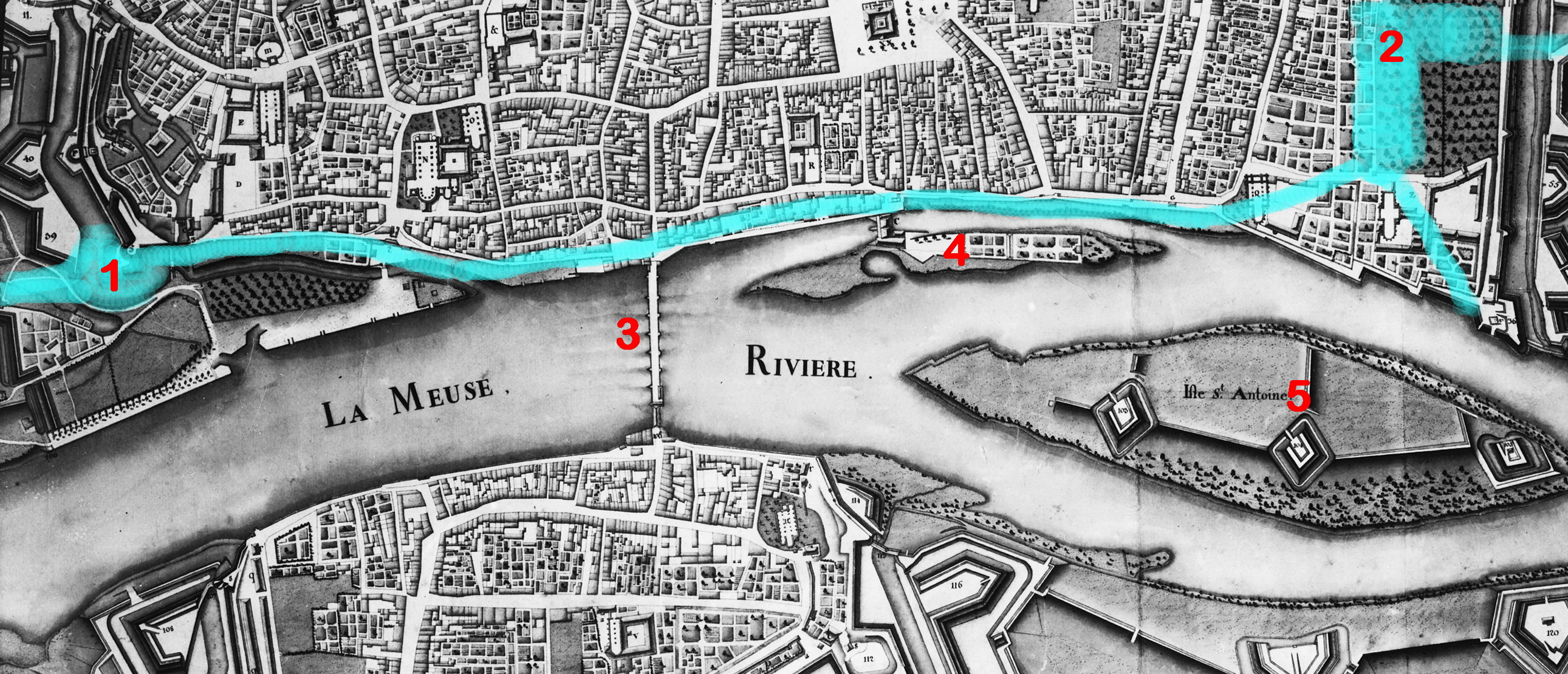
Detail van een 18e-eeuwse plattegrond van Maastricht met daarop aangegeven het tracé van het kanaal, het Bassin en sluis 20 van de Zuid-Willemsvaart naar de Maas. 1 Zwanengracht (nabij De Vijf Koppen); 2 Bassin (verbinding naar Zuid-Willemsvaart); 3 Sint Servaasbrug; 4 Maasmoleneiland; 5 Sint-Antoniuseiland (beide afgegraven ca. 1885-1900)

Het plan waarvoor in 1846, twintig jaar later, werd gekozen, hield een parcours in dat op Nederlandse gebied deels door de vestingwerken van Maastricht en deels door de ommuurde stad zou lopen. De stad was bereid hiervoor een deel van de middeleeuwse binnenstad op te offeren, omdat haar een verbinding in het Bassin van aan de zuidzijde het Kanaal Luik-Maastricht met aan de noordzijde de Zuid-Willemsvaart economisch het gunstigst leek.
Het kanaal kwam aan de zuidzijde van de stad bij het kroonwerk Hessen de vesting binnen, waar het slechts vijf meter breed omheen zwenkte. Daarna liep het in wat ruimere bedding door naar het rondeel De Vijf Koppen, waar de bestaande stadsgracht ('Zwanengracht') werd verruimd tot een zwaaikom. Hier meerden ook de stoomboten van de firma Bonhomme die, achterwaarts terug varend naar de aanlegplaats aan de Onze-Lieve-Vrouwekade, tot 1938 een passagiersdienst naar Luik verzorgden.
Vanaf het rondeel had het kanaal door 'het kleine park' (het parkje tussen Onze-Lieve-Vrouwewal en noordwaarts stromende Jeker) in principe vrij baan tot aan de Batpoort. Een probleem was echter, dat de Jeker tussen het rondeel en de Jekertoren nog oostwaarts naar de Maas stroomde. Zij zou hier dus het van zuid naar noord lopende kanaal kruisen. Omdat het kanaal ter plekke begon aan het stadstraject, loste men het probleem simpel op. Het kanaal werd versmald tot 7 meter en de Jeker met een sifon omlaag gedwongen, om door een duiker onder het kanaal door verder te stromen. Tussen kanaal en Jeker werd een dijkje gelegd, 't Wèlke (het Walletje), dat zou eindigen bij de Sint-Servaasbrug.
Het stadstracé voerde langs de Onze-Lieve-Vrouwewal naar de Batpoort, die zou worden afgebroken en vervangen door een tamboer. Op dit punt werd de ruimte naast het kanaal zeer krap. Dat leidde ertoe, dat enkele huizen op de Vissersmaas en in de Maastrichter Brugstraat moesten worden gesloopt. Voorbij de Sint Servaasbrug stak het tracé door naar wat later de Maasmolendijk werd genoemd. Daarvoor moesten twee straten wijken: de oostelijke huizenrij van de Bokstraat (het restant werd de latere Kesselskade) en daarachter de huizen op de Wal langs de Maas. Alleen de Wal (stadsmuur) met Jodenpoort bleef langs de Maas bestaan. Bij de Hoenderstraat sneuvelde de Molenpoort. Vanaf de Maasmolen volgde het kanaal de Wal (later Maasmolendijk) naar het Bassin. En passant werden ook de ruïnes van het antonietenklooster gesloopt (1848).
Naar het schijnt hebben de Maastrichtenaren vrijwel collectief berust in de sloopwoede. Tenslotte zou de stad groter economische voorspoed tegemoet gaan. Dat het kanaal ook negatieve aspecten had - zo was er bijvoorbeeld een slechte doorstroming, waardoor besmettelijke ziekten een kans kregen - ontdekte men pas in later jaren. Onteigening 'ten algemenen nutte' betekende dat de stedelijke overheid, met instemming van de Provincie en de koning, de afbraak ongehinderd kon doorzetten. Zelfs de weduwe Stregnart(s), die aan de kop van de Bokstraat, tussen Biesestraat en sluis nr. 20 van de Zuid-Willemsvaart, op het terrein van het vroegere antonietenklooster een zevental huizen, pakhuizen en tuinen bezat, schijnt niet meer van zich te hebben laten horen. 
Op 13 februari 1847 verklaarde de gemeenteraad zich bereid om alle stadseigendommen die voor de aanleg van dit tracé nodig waren, kosteloos aan België af te staan. Ook zou zij in de as van vijf of zes straten die op het kanaal zouden uitkomen, ijzeren hekken aanbrengen, zodat men niet onverwacht in het kanaal zou vallen. Alle geplande bruggen zouden van goede relingen worden voorzien en moesten goed toegankelijk zijn voor voetgangers en rijtuigen. De riolen die nu in de Jeker en de Maas uitkwamen, zouden worden doorgevoerd naar het kanaal. Let wel: dit alles zou worden uitgevoerd 'buiten eenigerhande bezwaar voor de stadskas.' De enige kosten die de stad op zich wilde nemen was de afbraak van onteigende gebouwen (alleen op de Bokstraat al vijftig), het ruimen van het bouwpuin en het leggen van eventuele nieuwe riolen.

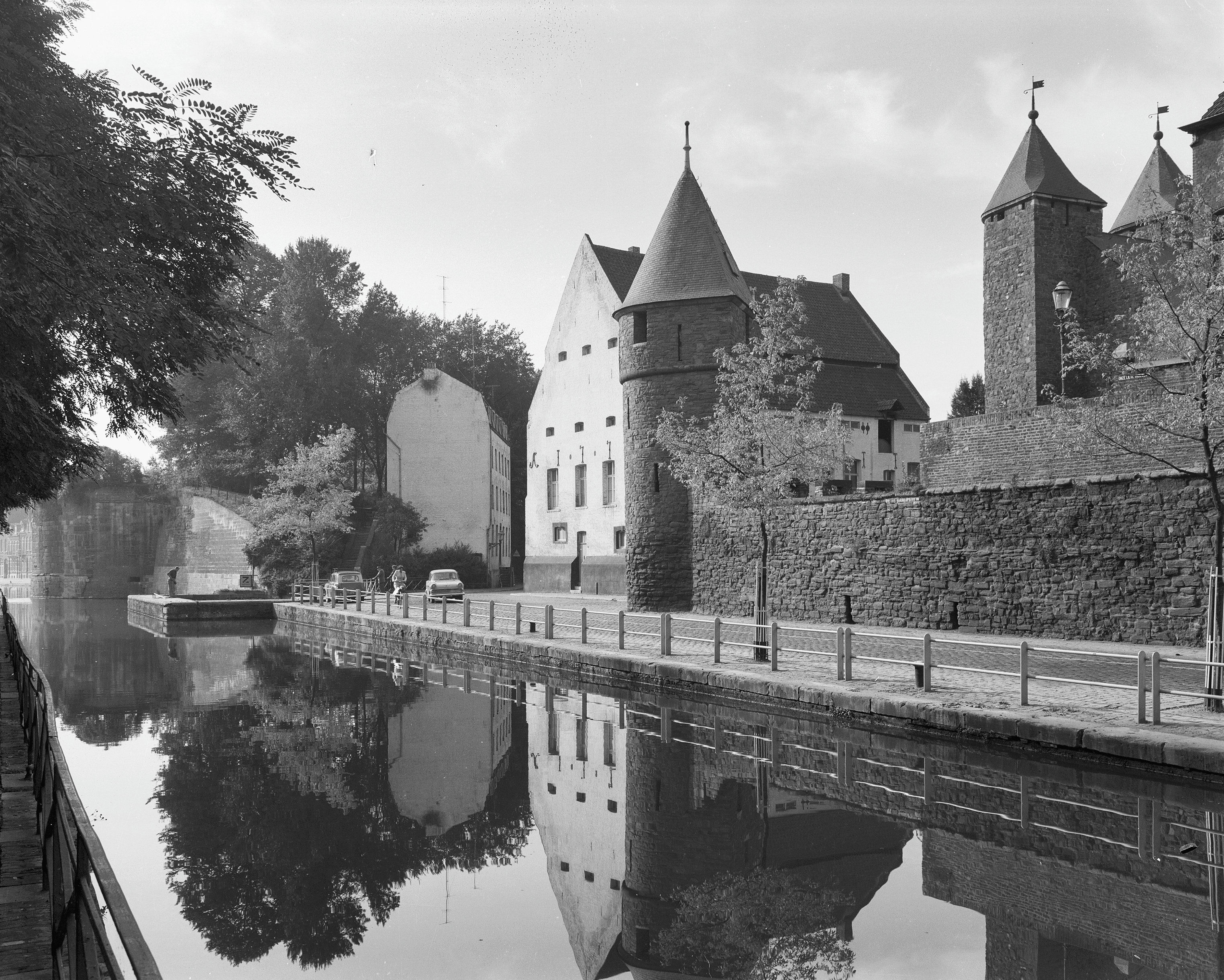
Onze Lieve Vrouwewal, Jekertoren (m.) en links in het kanaal gebouwd de 'bloedbak', 1961
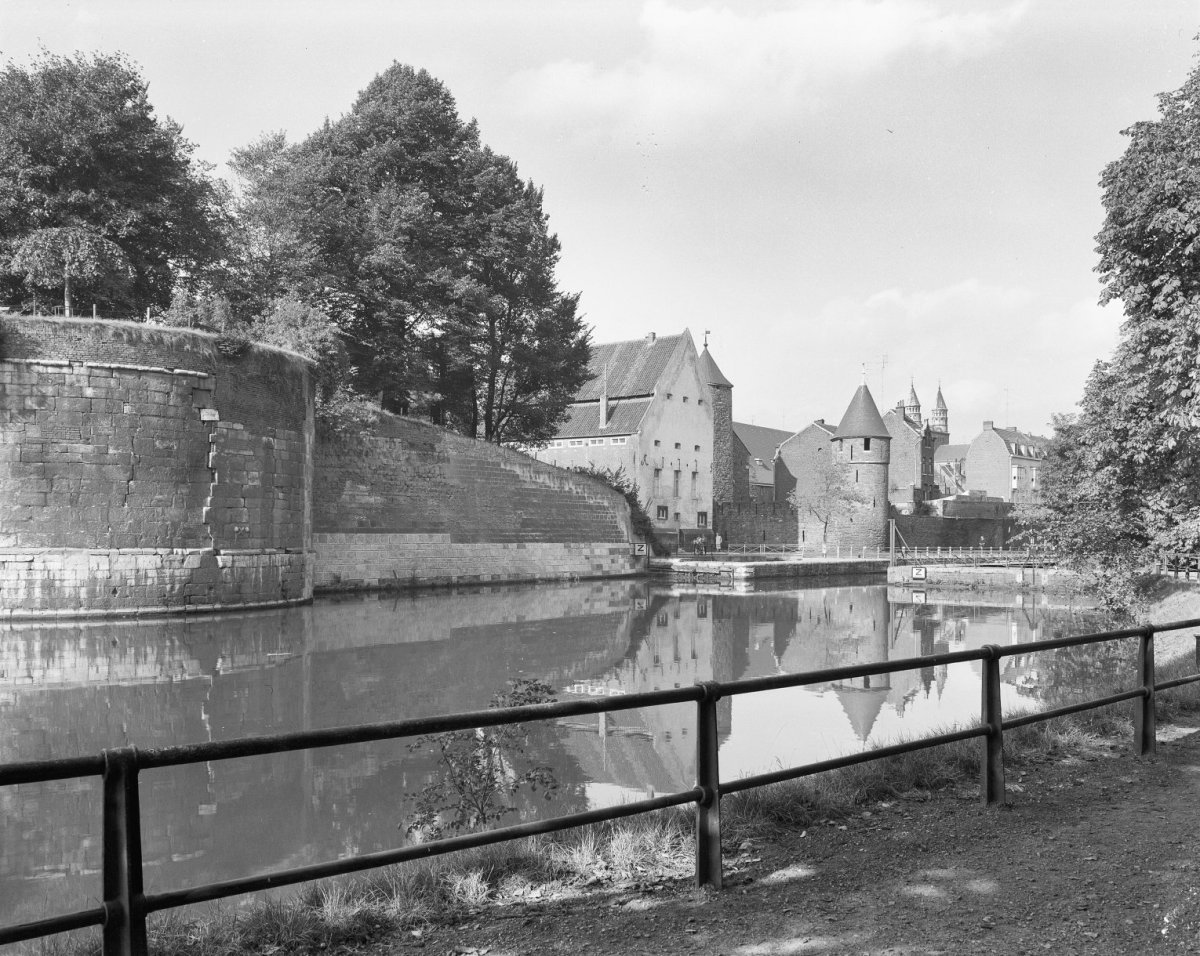
Zwanengracht met De Vijf Koppen (l.) en voor de Jekertoren de 'bloedbak' (m.), 1961
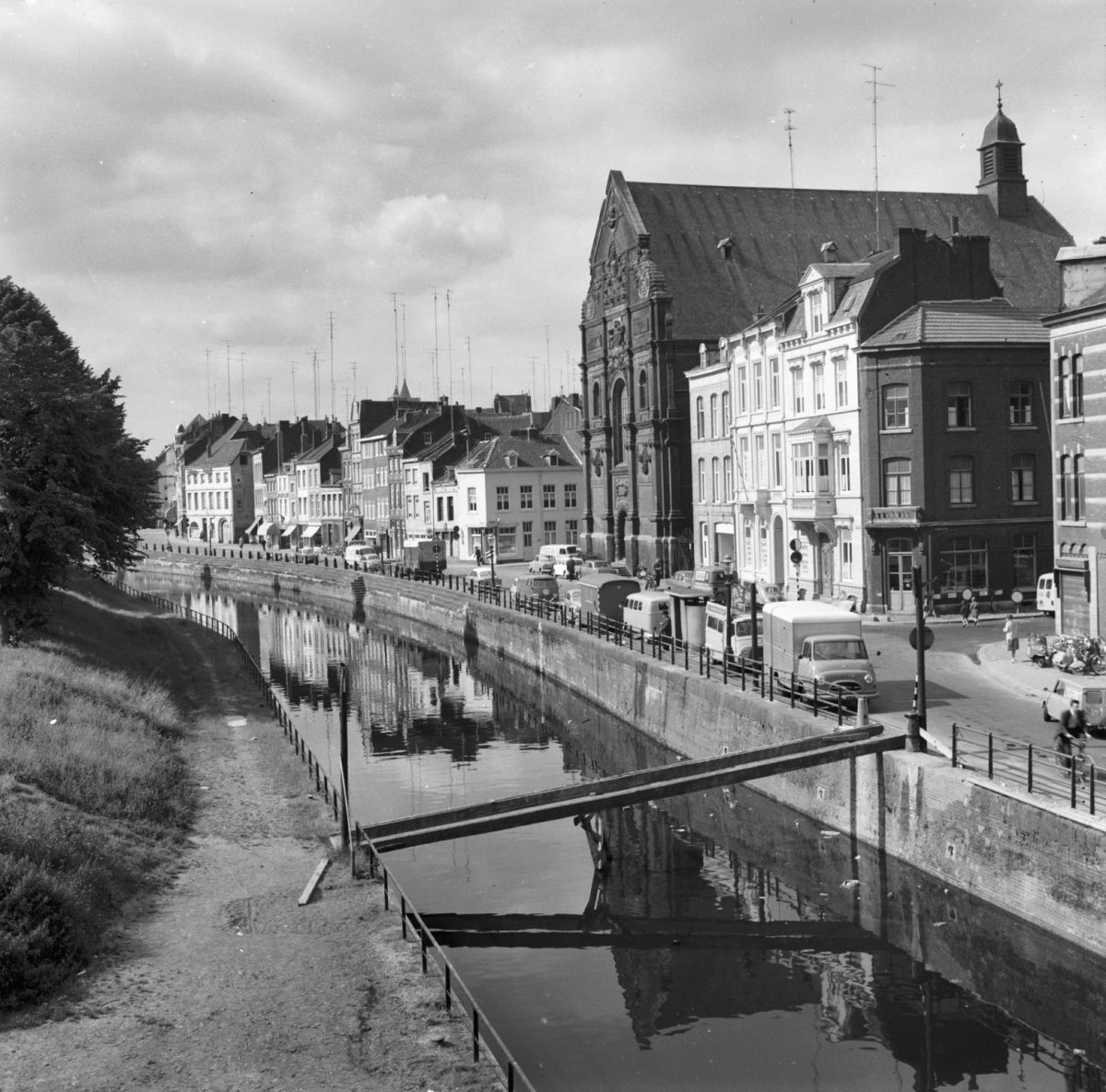
Langs de Van Hasseltkade richting Kesselskade, met eenvoudige voetbrug, 1962
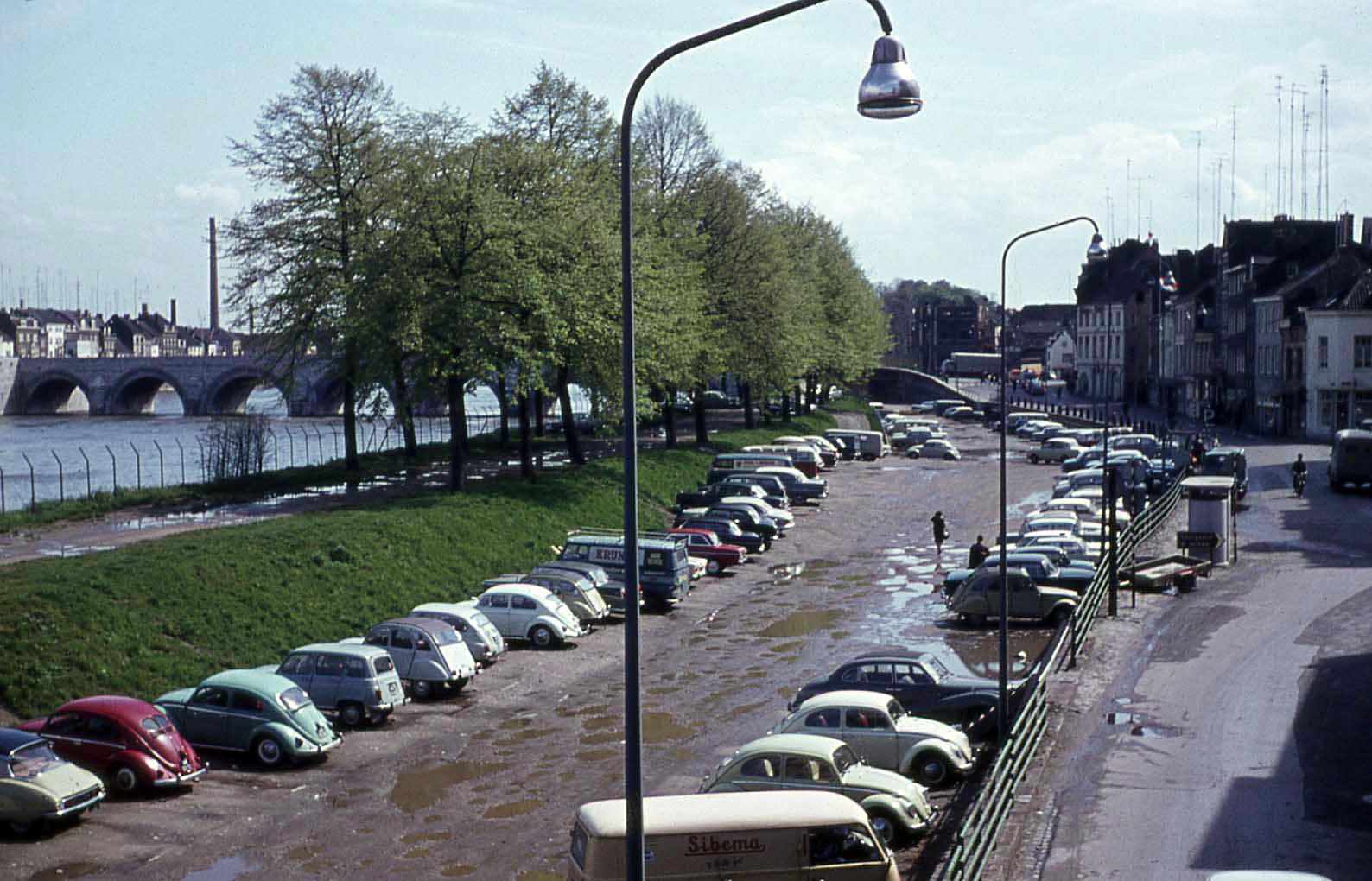
Het gedempte kanaal ter hoogte van de Kesselskade, ingericht als tijdelijk parkeerterrein, ca. 1965

## Teloorgang van het kanaal
Het Kanaal Luik-Maastricht maakte deel uit van de scheepvaartverbinding tussen Luik en Antwerpen. Het sloot in Maastricht namelijk in het Bassin aan op de Zuid-Willemsvaart en daarmee op de in België bestaande Kempische kanalen. De Zuid-Willemsvaart gaf ook toegang tot de grote vaarwegen in Nederland en de internationale havenstad Rotterdam en andere Noordzeehavens. Een groeiend probleem was echter al snel de beperkte diepte van circa twee meter. De toenemende industrialisatie in Wallonië vroeg om grotere schepen met meer vrachtvermogen en meer diepte onder de kiel.
Na de opheffing van de vesting op 29 mei 1867 en de daarop volgende ontmanteling en slechting werd vanaf 1871 het tracé door de vestingwerken verbreed, ten koste van het aan het kroonwerk Hessen grenzende bastion Nassau-Weilburg. Het hele kanaal verbreden en uitdiepen was op Sint Pieter en in Maastricht echter geen optie. Ook al passeerden in 1930 nog altijd 20.000 schepen met een totale lading van 7 miljoen ton, er was behoefte aan een alternatief. In Nederland ging men over tot de aanleg van het Julianakanaal (1925-1934) en Maaskanalisatie bij Maastricht (jaren 1930). In België besloot men tot de aanleg van het Albertkanaal (1930-1939), dat de tekortkomingen van het kanaal Luik-Maastricht zou opheffen én een rechtstreekse verbinding met Antwerpen tot stand zou brengen.

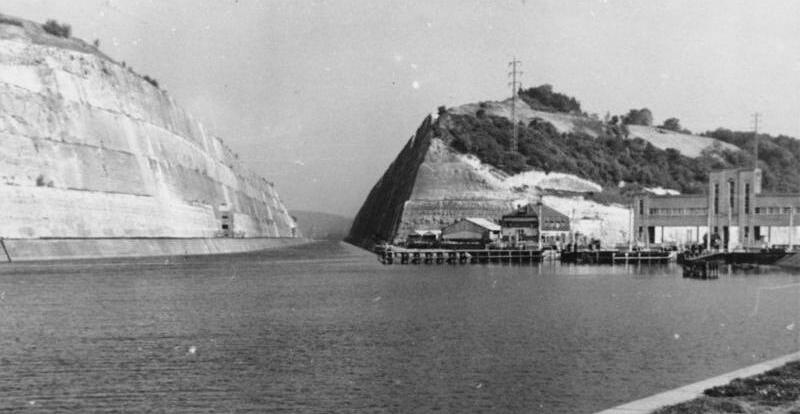
Doorsteek van Caestert in het Albertkanaal bij Klein-Ternaaien, mei 1940. Rechts het Kanaal van Ternaaien

### De aanleg van het Albertkanaal
Het Albertkanaal begon in Luik en werd vanaf Wandre feitelijk aangelegd over de bedding van het Kanaal Luik-Maastricht. Het slokte het negentiende-eeuwse kanaal als het ware op. Van Lixhe tot Ternaaien werden aan beide zijden van het Kanaal Luik-Maastricht tien (10!) meter hoge dijken aangelegd, waardoor het nieuwe kanaal veel dieper en breder zou worden. Tot Ternaaien volgde het echter hetzelfde traject als het oude kanaal. De vroegere Belgische sluizen vervielen nu, met uitzondering van de sluis in Klein-Ternaaien, die een dubbelganger kreeg. Om de diepe doorsnijding van het Plateau van Caestert, de zogenaamde Doorsteek van Caestert, qua diepte zo beperkt mogelijk te houden, werd (en wordt) het vaarwater op deze plek gestuwd tot maximale hoogte. Via het Kanaal van Ternaaien, dat het aanzienlijke hoogteverschil tussen beide opvangt, heeft het Albertkanaal toegang tot de Maas.

### Het dempen van het Kanaal Luik-Maastricht
Het Kanaal Luik-Maastricht werd niet in één keer gedempt, het gebeurde in fasen, waarbij zich een opvallend verschil voordoet tussen 'de stad' en de ver buiten de stad gelegen ENCI.

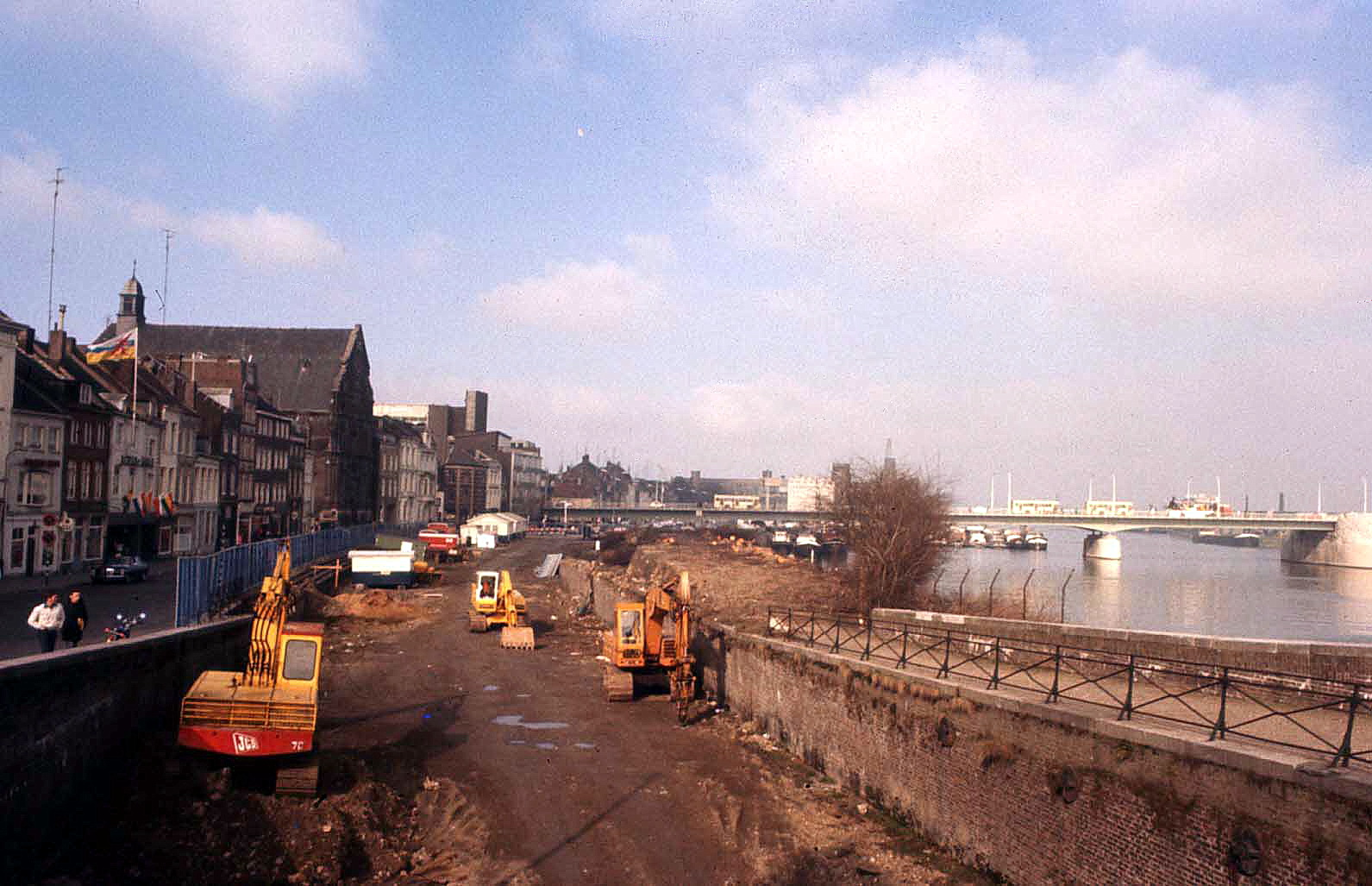
Aanleg Maasboulevard op het tracé van het gedempte kanaal ten noorden van de Sint Servaasbrug, 1974

Plannen tot het dempen van het Maastrichtse tracé waren er al in de jaren 1950, maar eerst met de afdamming en dichting door de Belgen vanaf de Nederlandse grens, begin december 1961 (zie hieronder), kwam er schot in. Maandag 8 oktober 1962 geldt als de officiële begindatum van het dempen van het kanaal op Nederlands gebied. In de jaren tot 1967 werd het kanaal in etappes afgedamd, leeg gepompt en volgestort met aarde en grind dat deels afkomstig was van de ENCI, het weg te graven deel van het Stadspark, of rechtstreeks uit de Maas kwam. Een gelukkig neveneffect was, dat hierbij in 1963 in het verlengde van de Eksterstraat overblijfselen van de Romeinse brug werden gevonden. Bij de Vissersmaas en Het Bat werd op de bodem onder de brug een tijdelijke, openbare parkeerplaats ingericht, en in de volgende jaren gebeurde dat ook op het volgestorte stuk langs de Kessels- en Van Hasseltkade. Uiteindelijk legde men op het vroegere tracé van het kanaal de Maasboulevard en Maaspromenade aan, bekostigd door de Provincie, de stad Maastricht en de ENCI.
Op Sint Pieter verliep het proces anders. Het Albertkanaal leidde de scheepvaart tussen Luik en Antwerpen sinds 1939 onderlangs Maastricht. Het door de Belgen in de gekanaliseerde Maas aangelegde nieuwe sluizencomplex bij Klein-Ternaaien, in gebruik vanaf december 1961, maakte het Kanaal Luik-Maastricht voor hen in één keer overbodig. Meteen damde men het af aan de Nederlandse grens en dempte het; daarmee was de doorvaart naar Luik gestremd. Door de Maaskanalisatie en de aanleg van het Julianakanaal had het kanaal voor Nederland al enige tijd weinig waarde meer. Desondanks werd er door de ENCI, die via de Sint-Pietersluis (1929) de Maas kon bereiken, nog lang gebruik van gemaakt. Toen pal voor de fabriek echter een stuk kanaal was gedempt en de Maaskade was aangelegd, reikten de overslaginstallaties tot aan de rivier en had het kanaal ook hier geen enkele functie meer. Op 24 mei 1967 werden de sluisdeuren van de Sint Pietersluis tegelijk opengedraaid en liep het laatste stukje van de oude waterweg naar Luik langzaam leeg.

## Cultuurhistorische erfenis
De straatnamen Hoge en Lage Kanaaldijk aan weerszijden van de Maasboulevard herinneren nog aan de voormalige jaagpaden langs het Kanaal Luik-Maastricht. Ook de zwaaikom bij het rondeel De Vijf Koppen in het Stadspark is een restant van het kanaal. Aan de Sint Pieterskade is een brugwachterswoning bewaard gebleven (nr. 24). Aan de noordkant van de Maasboulevard resteert in de bocht waar deze de brug over het Bassin opdraait, een sluiswachterswoning. Het gebouw heeft het adres Maasmolendijk 24. In de struiken bij de grens bij Klein Ternaaien staat nog een ijzeren hek dat lange tijd moest voorkomen, dat thuiskeerders op onverlichte nachten het kanaal in sukkelden. Daar bevinden zich, ook op Belgisch gebied, nog een paar bolders, gebruikt om aan te meren.